# Anisogona similana
Anisogona similana är en fjärilsart som beskrevs av Walker 1863. Anisogona similana ingår i släktet Anisogona och familjen vecklare. Inga underarter finns listade i Catalogue of Life.